# Sistema di allerta precoce dei terremoti (Giappone)

Il funzionamento dell'EEW: quando almeno due sismometri rilevano la presenza di onde P (sopra), la JMA analizza immediatamente le informazioni e invia un allarme terremoto agli utenti, tra cui le stazioni radio e TV e le compagnie telefoniche, prima dell'arrivo delle onde S (sotto).

Il Sistema di allerta precoce dei terremoti (緊急地震速報?, Kinkyū Jishin Sokuhō), abbreviato EEW, è un sistema di avviso di terremoto imminente in uso in Giappone. Gli allarmi sono emessi dall'Agenzia meteorologica giapponese (JMA) insieme a istruzioni su come comportarsi durante e dopo il terremoto.

## Funzionamento
La JMA ha due tipi di allarmi sismici: uno per il Servizio meteorologico e idrologico nazionale e uno per il pubblico. Quando vengono rilevate le onde P da almeno due dei 4.235 sismometri installati in tutto il Giappone, la JMA analizza automaticamente i dati per valutare l'intensità del terremoto e determinarne la zona dell'epicentro. A questo punto, se il sisma supera una determinata intensità, la JMA allerta la popolazione della zona attraverso le reti radiofoniche e televisive.
Un allarme terremoto è emesso se il sisma ha un'intensità almeno di grado 5-inferiore secondo la scala shindo utilizzata dalla JMA. Una previsione di terremoto è invece inviata al Servizio meteorologico e idrologico nazionale se l'intensità del sisma ha grado 3 o superiore sulla medesima scala o se l'ampiezza delle onde P o S supera i 100 Gal.
Il Sistema di allerta precoce dei terremoti è stato pensato per consentire alle persone di mettersi al sicuro nell'imminenza di un terremoto: l'allerta consente alla gente di trovare un luogo sicuro dove ripararsi, i macchinisti dei treni possono rallentare i convogli e gli operai nelle industrie possono fermare le linee di montaggio prima della scossa.
L'efficacia dell'allarme dipende dalla posizione del ricevente. Quando una persona riceve un'allerta terremoto, ha un tempo che può variare da pochi secondi a un minuto prima dell'inizio della scossa, a seconda della sua distanza dall'epicentro. Talvolta, le persone che si trovano molto vicine all'epicentro vengono colpite dal sisma ancora prima di ricevere l'allarme.
Durante il terremoto e maremoto del Tōhoku del 2011, l'EEW, insieme al Sistema di allerta rapida di maremoto, ha allertato la popolazione in anticipo, consentendo di salvare numerose vite.

## Formato degli allarmi

### Televisione
La televisione pubblica NHK ed altre reti televisive di tipo ISDB allertano la popolazione con una finestra che lampeggia sullo schermo mostrando la posizione dell'epicentro del sisma e le aree dove le scosse saranno più forti. Contemporaneamente, un particolare tono di allarme è ripetuto più volte, seguito da un annuncio in giapponese:
Altre reti televisive usano invece messaggi d'allarme diversi.
Questi avvisi informano anche sul rischio di frane o tsunami provocati dal sisma. Se è presente anche un allarme tsunami, un sistema automatico chiamato 1seg accende automaticamente i televisori nella zona in pericolo e li sintonizza sulla rete NHK. Tutti gli allarmi sono ripetuti in cinque lingue: giapponese, inglese, cinese, coreano e portoghese.

### Radio
Un particolare tono di allarme è usato dalle stazioni radio FM per introdurre gli avvisi EEW. Molti apparecchi radiofonici sono in grado di riconoscere questo tono e accendersi automaticamente (se sono in standby) ad alto volume per allertare le persone nelle vicinanze prima del sisma.

### Telefonia mobile
I tre maggiori operatori di telefonia mobile giapponesi, NTT docomo, KDDI e SoftBank, hanno sviluppato sistemi di allarme che avvertono la popolazione in caso di terremoto imminente usando il cell broadcast.
Tutti i telefoni cellulari 3G venduti dopo il 2007 devono obbligatoriamente essere in grado di ricevere questo tipo di messaggi, tuttavia non tutti i produttori di cellulari esteri rispettano quest'obbligo. Nell'agosto 2011 Apple ha annunciato che da iOS 5 i suoi dispositivi venduti in Giappone possono ricevere i messaggi EEW.

### Internet
Sono stati sviluppati alcuni programmi per computer che mostrano gli avvisi EEW sul PC, fornendo informazioni sull'intensità del sisma e sulla posizione dell'epicentro. Tuttavia, per il loro funzionamento, è necessario che il computer sia acceso e connesso a Internet.
Sono inoltre disponibili diverse app che consentono di ricevere i messaggi EEW su smartphone e allertano gli utenti facendo suonare o vibrare il telefono.

### Dispositivi abilitati

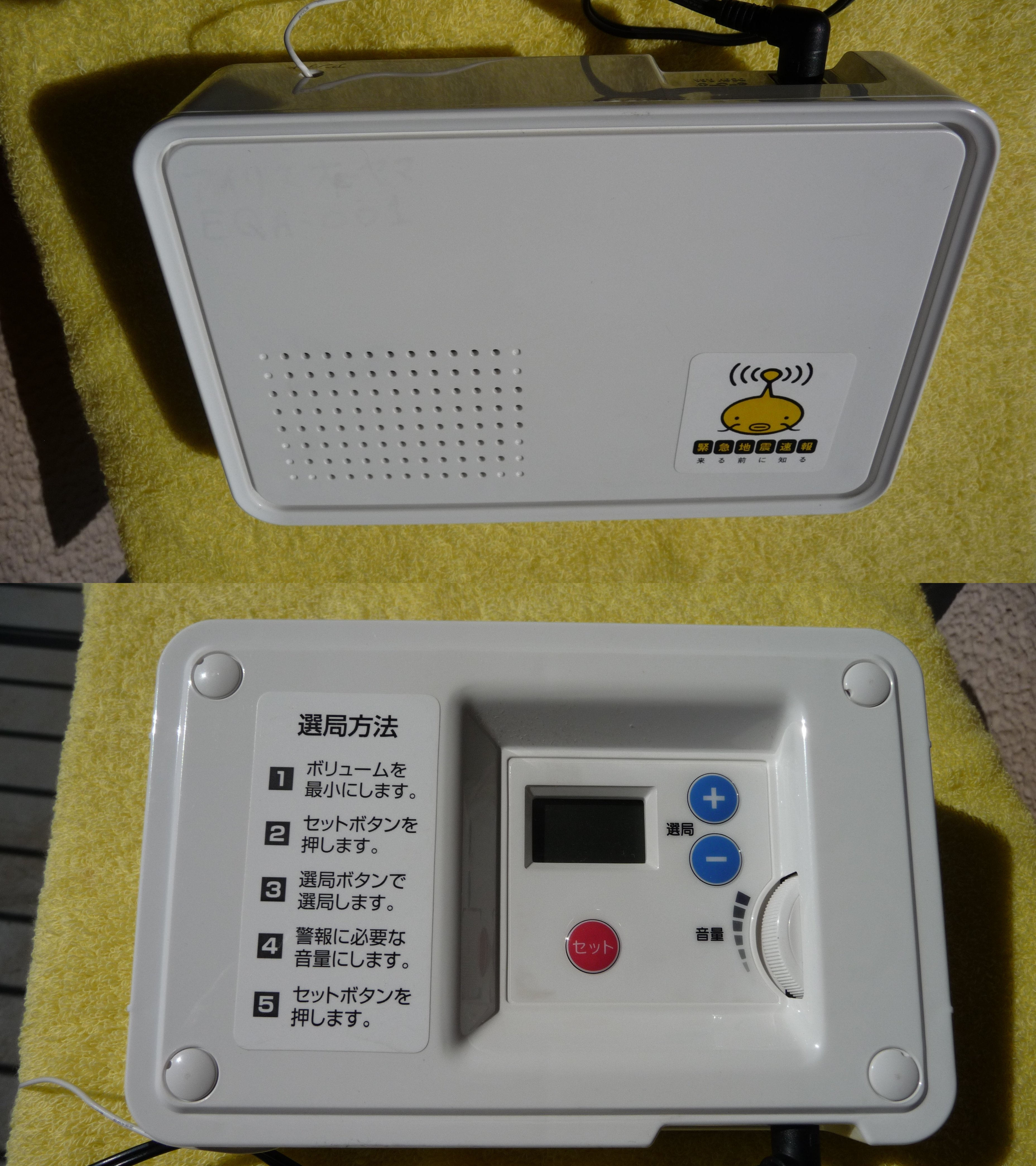
Una radio abilitata a ricevere i segnali d'allarme EEW. Nella figura sopra si può vedere il logo del pesce gatto giallo.

I dispositivi abilitati a ricevere gli avvisi EEW sono contrassegnati da un logo costituito da un pesce gatto giallo stilizzato. La scelta di questo simbolo è dovuta al fatto che secondo la mitologia giapponese i terremoti sono provocati da un enorme pesce gatto chiamato Namazu (鯰?) che vive sotto l'arcipelago giapponese.